# Moçambique i olympiska sommarspelen 2020
Moçambique deltog med en trupp på 10 idrottare vid de olympiska sommarspelen 2020 i Tokyo som hölls mellan den 23 juli och 8 augusti 2021 efter att ha blivit framflyttad ett år på grund av coronaviruspandemin. Det var 11:e sommar-OS som Moçambique deltog vid. Ingen av landets deltagare erövrade någon medalj.

## Boxning
| Idrottare       | Gren                | Sextondelsfinal      | Åttondelsfinal       | Kvartsfinal               | Semifinal            | Final                | Final            |
| Idrottare       | Gren                | Motståndare Resultat | Motståndare Resultat | Motståndare Resultat      | Motståndare Resultat | Motståndare Resultat | Placering        |
| --------------- | ------------------- | -------------------- | -------------------- | ------------------------- | -------------------- | -------------------- | ---------------- |
| Acinda Panguana | Damernas weltervikt | Bye                  | Akinyi (KEN) W RSC   | Gu H (CHN) L 0–5          | Gick inte vidare     | Gick inte vidare     | Gick inte vidare |
| Rady Gramane    | Damernas mellanvikt | i.u.                 | Pachito (ECU) W 4–1  | Magomedalieva (ROC) L 0–4 | Gick inte vidare     | Gick inte vidare     | Gick inte vidare |

## Friidrott
Förkortningar
- Notera– Placeringar avser endast det specifika heatet.
- Q = Tog sig vidare till nästa omgång
- q = Tog sig vidare till nästa omgång som den snabbaste förloraren eller, i teknikgrenarna, genom placering utan att nå kvalgränsen
- i.u. = Omgången fanns inte i grenen
- Bye = Idrottaren behövde inte tävla i omgången

Gång- och löpgrenar
| Idrottare             | Gren                 | Heat     | Heat      | Semifinal        | Semifinal        | Final            | Final            |
| Idrottare             | Gren                 | Resultat | Placering | Resultat         | Placering        | Resultat         | Placering        |
| --------------------- | -------------------- | -------- | --------- | ---------------- | ---------------- | ---------------- | ---------------- |
| Creve Armando Machava | Herrarnas 400 m häck | 50,37 SB | 5         | Gick inte vidare | Gick inte vidare | Gick inte vidare | Gick inte vidare |

## Judo
| Idrottare     | Gren                            | Sextondelsfinal        | Åttondelsfinal       | Kvartsfinal          | Semifinal            | Återkval             | Final / BM           | Final / BM       |
| Idrottare     | Gren                            | Motståndare Resultat   | Motståndare Resultat | Motståndare Resultat | Motståndare Resultat | Motståndare Resultat | Motståndare Resultat | Placering        |
| ------------- | ------------------------------- | ---------------------- | -------------------- | -------------------- | -------------------- | -------------------- | -------------------- | ---------------- |
| Kevin Loforte | Herrarnas halv lättvikt (66 kg) | Shmailov (ISR) L 00–11 | Gick inte vidare     | Gick inte vidare     | Gick inte vidare     | Gick inte vidare     | Gick inte vidare     | Gick inte vidare |

## Kanotsport

### Sprint
| Idrottare    | Gren                 | Heat     | Heat      | Kvartsfinal | Kvartsfinal | Semifinal        | Semifinal        | Final            | Final            |
| Idrottare    | Gren                 | Tid      | Placering | Tid         | Placering   | Tid              | Placering        | Tid              | Placering        |
| ------------ | -------------------- | -------- | --------- | ----------- | ----------- | ---------------- | ---------------- | ---------------- | ---------------- |
| Joaquim Lobo | Herrarnas C-1 1000 m | 4.49,676 | 6 QF      | 5.04,687    | 7           | Gick inte vidare | Gick inte vidare | Gick inte vidare | Gick inte vidare |

Teckenförklaring: FA = Kvalificerad för final (medalj); FB = Kvalificerad för B-final (ingen medalj)

## Segling
| Idrottare                     | Gren                  | Race | Race | Race | Race | Race | Race | Race | Race | Race | Race | Race | Poäng | Placering |
| Idrottare                     | Gren                  | 1    | 2    | 3    | 4    | 5    | 6    | 7    | 8    | 9    | 10   | M*   | Poäng | Placering |
| ----------------------------- | --------------------- | ---- | ---- | ---- | ---- | ---- | ---- | ---- | ---- | ---- | ---- | ---- | ----- | --------- |
| Deisy Nhaquile                | Damernas laser radial | 30   | 41   | 44   | 39   | 44   | 41   | 35   | 44   | 29   | 37   | EL   | 340   | 40        |
| Maria Machava Denise Parruque | Damernas 470          | 22   | 22   | 18   | 21   | 20   | 21   | 21   | 20   | 18   | 21   | EL   | 182   | 21        |

M = Medaljrace; EL = Utslagen – gick inte vidare till medaljracet

## Simning
| Idrottare     | Gren                   | Heat    | Heat      | Semifinal        | Semifinal        | Final            | Final            |
| Idrottare     | Gren                   | Tid     | Placering | Tid              | Placering        | Tid              | Placering        |
| ------------- | ---------------------- | ------- | --------- | ---------------- | ---------------- | ---------------- | ---------------- |
| Igor Mogne    | Herrarnas 400 m frisim | 3.56,56 | 31        | i.u.             | i.u.             | Gick inte vidare | Gick inte vidare |
| Alicia Mateus | Damernas 50 m frisim   | 29,63   | 66        | Gick inte vidare | Gick inte vidare | Gick inte vidare | Gick inte vidare |